# Kahumatamomoe

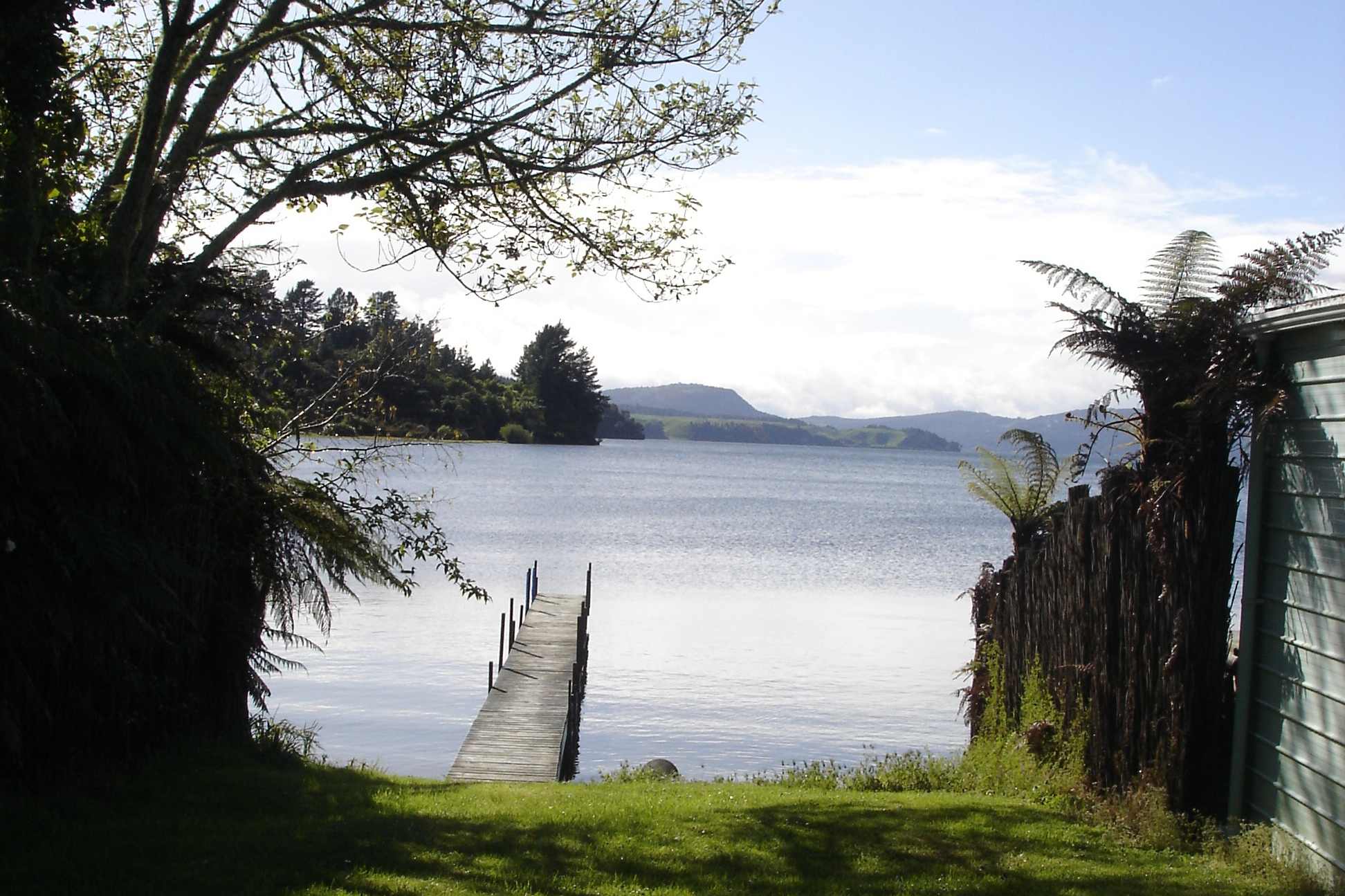
Lake Rotoiti

Kahumatamomoe war ein Entdecker aus dem Volk der Māori auf der Nordinsel Neuseelands. Auf ihn gehen mehrere neuseeländische Ortsbezeichnungen in der Sprache der Ureinwohner zurück.
Kahumatamomoe und sein Neffe Īhenga starteten ihre Reise in Maketū und gelangten zusammen bis nach Poutū im Norden. Hier trennten sie sich: Kahumatamomoe reiste über die Coromandel Peninsula nach Rotorua. Īhenga reiste weiter nach Norden bis Kawakawa und kehrte schließlich nach Maketū zurück.
Kahumatamomoes Vater hieß Tamatekapua. Er war Führer des Waka (Kanu) Arawa, auf den die Te Arawa ihre Herkunft beziehen. Dieses Kanu war eines der großen Kanus, in denen die Māori Neuseeland erreichten und besiedelten. Es landete in Maketū an der Ostseite der Nordinsel, südlich des heutigen Tauranga.
Die beiden reisten nach Süden und erreichten den Lake Rotorua und den Lake Rotoiti, denen sie gegenseitig Bezeichnungen mit ihrem Namen gaben: Te Rotoruanui-a-Kahumatamomoe (Der zweite große See des Kahumatamomoe) und Te Rotoiti-kite-a-Īhenga (Lake Rotorua). Kahumatamomoe ging weiter nach Süden und überquerte den Waikato River. Diesen Ort nannten sie Te Whakamaru-o-Kahumatamomoe (Der Unterschlupf des Kahumatamomoe).
Danach reisten sie in nordwestlicher Richtung an die Ostküste bis nach Raglan am Whaingaroa Harbour. Anschließend reisten sie nach Norden, um Kahumatamomoes ältere Neffen Taramainuku, Warenga und Huarere zu besuchen, die im Norden der Insel lebten. Am Manukau Harbour stellte Kahumatamomoe einen Pfahl als Zeichen des Besitzanspruches auf und nannte den Naturhafen Te Mānuka. Sie erreichten Poutū an der Nordseite der Einfahrt zum Kaipara Harbour. Hier wohnte Īhengas Bruder Taramainuku. Kahumatamomoe gab dem Hafen nach einem Festmahl, bei dem ihm Königsfarn (Kaipara) serviert wurde, den Namen Te Kaiparapara-a-Kahumatamomoe.
Kahumatamomoe ließ Īhenga zurück. Über den Kaipara River und Kumeu River fuhr er nach Süden. Über den Waitematā Harbour erreichte er die Coromandel Peninsula, auf der sich Īhengas Bruder Huarere angesiedelt hatte. Er reiste zuerst mit dem Kanu, dann zu Fuß zurück nach Rotorua. Unterwegs erstieg er den höchsten Punkt der Kaimai Range und nannte ihn wegen seiner sowohl im Norden und der Coromandel-Halbinsel am Meer und bei Rotorua und Taupō im Land lebenden Angehörigen Te Muri-aroha-o-Kahu, te aroha-tai, te aroha-uta (Die Liebe von Kahu für die an der Küste und die im Inland).
Īhenga reiste vom Kaipara Harbour allein den Wairoa River hinauf nach Norden, überquerte das Tal des Mangakāhia River und die Waimate Plains. Schließlich erreichte er Kawakawa in der Bay of Islands, wo sein Bruder Warenga lebte. Īhenga gab ebenfalls Orten ihren Namen, so Ruapekapeka („Ort der Fledermäuse“) und Motatau („Selbstgespräche führen“). Dann wandte er sich nach Süden und reiste nach Whangārei. Dort bestieg er in einem Gewitter einen Berg und nannte ihn folglich Whaitiri („Donner“). Von Whangārei nahm er das Kanu nach Moehau und zurück an seinen Ausgangsort Maketū.